# Mariem Alaoui Selsouli
Mariem Alaoui Selsouli (in arabo مريم علوي سلسولي‎?; Marrakech, 8 luglio 1984) è un'ex mezzofondista marocchina.
Nel corso della sua carriera è stata squalificata due volte; la seconda delle quali prima delle Olimpiadi estive 2012 per essere risultata positiva al furosemide. Viene quindi squalificata per otto anni, dal luglio 2012 al luglio 2020.

## Palmarès
| Anno | Manifestazione              | Sede     | Evento         | Risultato | Prestazione | Note                          |
| ---- | --------------------------- | -------- | -------------- | --------- | ----------- | ----------------------------- |
| 2001 | Mondiali allievi            | Debrecen | 3000 m piani   | 5ª        | 9'26"27     |                               |
| 2002 | Mondiali juniores           | Kingston | 1500 m piani   | 5ª        | 4'16"08     |                               |
| 2002 | Mondiali juniores           | Kingston | 3000 m piani   | Argento   | 9'16"28     |                               |
| 2005 | Universiadi                 | Smirne   | 1500 m piani   | 10ª       | 4'18"81     |                               |
| 2005 | Universiadi                 | Smirne   | 5000 m piani   | 5ª        | 16'07"99    |                               |
| 2006 | Mondiali indoor             | Mosca    | 3000 m piani   | 6ª        | 8'55"97     |                               |
| 2007 | Mondiali di corsa campestre | Mombasa  | Gara a squadre | Bronzo    | 99 p.       |                               |
| 2007 | Mondiali                    | Osaka    | 1500 m piani   | 4ª        | 4'01"52     | Miglior prestazione personale |
| 2007 | Mondiali                    | Osaka    | 5000 m piani   | Batteria  | dnf         |                               |
| 2008 | Mondiali indoor             | Valencia | 3000 m piani   | Bronzo    | 8'41"66     |                               |
| 2009 | Mondiali                    | Berlino  | 1500 m piani   | dq        | dq          |                               |
| 2012 | Mondiali indoor             | Istanbul | 1500 m piani   | Argento   | 4'07"78     |                               |